# Mosebrunnen

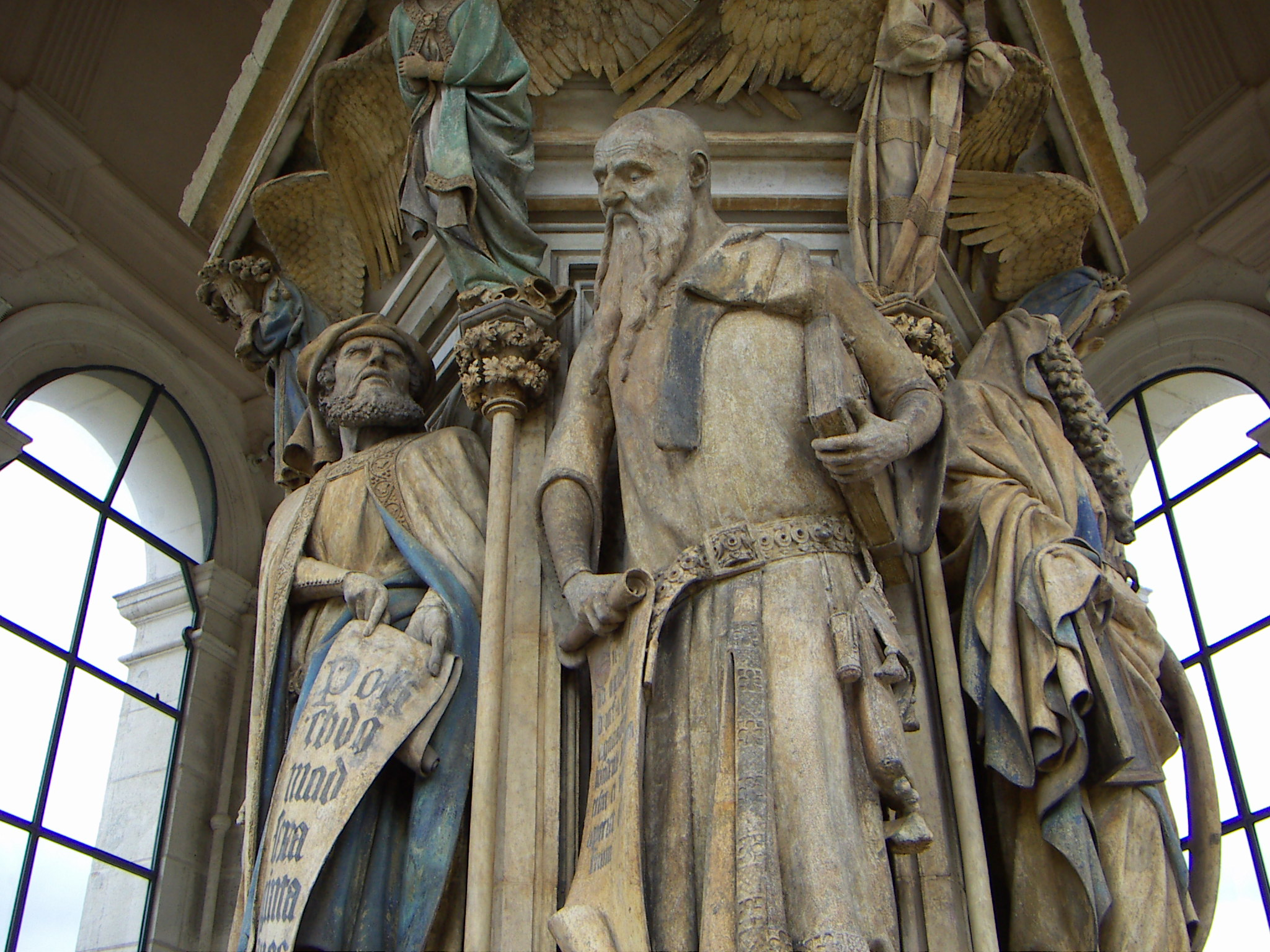
Mosesbrunnen, detalj med Moses (1395-1406). Musée Archéologique, Dijon.

Mosebrunnen är en med Mose och andra gestalter dekorerad brunnsbyggnad i forna Kartusianklostret Champmol i Dijon.
Brunnen, som numera är flyttad till Musée Archéologique, utfördes av Claus Sluter och brukar anses som det mest betydande skulpturarbetet under övergången mellan medeltid och renässans norr om Alperna.